# Monti Sibillini
Monti Sibillini er en bjergkæde i Italien og er en del af de centrale Appenniner. De ligger i den østlige del af Umbria og Marche, og består næsten udelukkende af kalksten som blev dannet fra  50 til 100 millioner år siden. De fleste af bjergtoppene er over 2.000 meter og den højeste er Monte Vettore på 2.476 moh.
Siden 1993 har området været en del af nationalparken Parco Nazionale dei Monti Sibillini.
Topografien er domineret af U-dale og sænkninger dannet af isbræer. Der er også enkelte karstformationer.